# Маурино (Шекснинский район)
Маурино — деревня в Шекснинском районе Вологодской области. Входит в состав сельского поселения Железнодорожного, с точки зрения административно-территориального деления — в Железнодорожный сельсовет.

## Название
Существует версия, что топонимы с основой Маур- — мерянского происхождения.

## География
Расстояние по автодороге до районного центра Шексны — 22 км, до центра муниципального образования Пачи — 4 км. Ближайшие населённые пункты — Едома, Дурасово, Четвериково.

## Население
По переписи 2002 года население — 4 человека.